# Flughafen Buriram

i7
i11
i13
Der Flughafen Buriram  (Thai: ท่าอากาศยานบุรีรัมย์; IATA-Code: BFV, ICAO-Code: VTUO) ist der Regionalflughafen der Stadt Buri Ram in der Nordostregion von Thailand, dem Isan.

## Lage und Daten
Er liegt etwa 30 Kilometer nordöstlich vom Stadtzentrum von Buri Ram entfernt. Der Flughafen verfügt über eine asphaltierte Start-/Landebahn mit einer Länge von 2.100 Metern und eine Breite von 45 Metern.

## Fluglinien und Flugverbindung
- Nok Air – Bangkok-Don Mueang
- Thai AirAsia – Bangkok-Don Mueang seit 2. April 2015